# Алексиано, Александр Павлович
Алексиано Александр Павлович (1747, Маон — 12 февраля 1783, Кронштадт, Санкт-Петербургская губерния) — греческий офицер на службе в Российском императорском флоте, участник Русско-турецкой войны (1768—1774), Первой Архипелагской экспедиции. Георгиевский кавалер, капитан 2 ранга.

## Биография
Алессандро Алексиано родился в 1747 году в Маноне на острове Менорка (Испания) в многодетной греческой семье монемвасийского судовладельца Павлоса Алексиано и его жены Анны.
С ранних лет вместе со своими братьями освоил морское дело и ходил на своих быстроходных шебеках между островами Архипелага. Во время и после Семилетней войны пиратствовал против французских судов. Получил британский каперский патент, крейсировал в Средиземном море.
25 февраля 1770 года, во время первой турецкой войны, Алексиано прибыл в бухту Итилона (Виттуло), где базировались русские корабли, на 12 пушечной полякра «Гейнрих» («Генрик-Каррон»). «Она (полякра) была взята в службу и в тот же день подняла Российский флаг», — записал в судовом журнале участник Первой архипелагской экспедиции капитан линейного корабля «Трёх Иерархов» С. К. Грейг. Алессандро Алексиано стал вторым после А. Поликути (Палмкути), греческим шкипером-волонтёром, определившимся на русскую службу. 9 марта сильным штормом полякра «Генрик-Каррон» была выброшена на берег разбилась. Алессандро Алексиано и его команда перешли служить на другие корабли русской эскадры.
Служил на поляке «Святая Екатерина» вместе с братом Антоном. Затем командовал фрегатом «Рафаил», купленным в Англии в 1771 году. В течение всей архипелагской экспедиции Александр Алексиано удачно крейсировал в Архипелаге, постоянно захватывал в качестве приза корабли неприятеля. 8 января 1772 года он пришёл на Мальту из Пароса на 30-пушечном фрегате «Прекрасная Рашель» с командой в 120 человек. 10 июля того же года прибыл из Мальты в Ливорно с грузом захваченных товаров на 20-пушечном судне «Ruffa» («Рафаил»).
В 1772 году мичман Александр Павлович Алексиано был назначен командиром купленного в Архипелаге 22-пушечного фрегата «Констанция». 14 января 1772 года графом А. Г. Орловым произведён в лейтенанты флота. В 1772—1773 годах крейсировал в Архипелаге. 18 октября 1772 года, в составе эскадры контр-адмирала С. К. Грейга, был отправлен «для истребления турецких сил в Хиосском проливе». 24 октября корабли подошли к крепости Чесма и артиллерийским огнём разрушили турецкие батареи, а высаженный десант захватил крепость и уничтожил склады. В 1774 году фрегат перешел в Ливорно для ремонта. Ч1 .
30 июля 1774 был награжден за отличие орденом Святого Георгия IV класса № 234 (194). В 1775—1776 годах исполнял обязанности российского консула на Менорке, где были организованы склады для российского флота и госпиталь. 21 апреля 1777 года произведён в капитан-лейтенанты. С 1778 года состоял при кронштадтском порте. 31 декабря 1782 года произведён в капитаны 2 ранга.
Умер 1 февраля 1783 года в Кронштадте от воспаления лёгких.

## Семья
У Алексиано Александра Павловича было три сестры и пять братьев. Все братья поступили на российскую службу: Антон стал — вице-адмиралом, Панагиоти — контр-адмиралом российского флота, Теодор и Николо являлись российскими консулами в Порту-Магон, Фёдор — служил мичманом на линейном корабле «Мария Магдалина», умер в турецком плену.